# Piacenza Associazione Calcio Femminile 1969
Questa voce raccoglie le informazioni riguardanti la Piacenza A.C.F. nelle competizioni ufficiali della stagione 1969.

## Rosa
| N. |                   | Ruolo | Calciatrice       |
| -- | ----------------- | ----- | ----------------- |
| 1  | Italia (bandiera) | P     | Giuseppina Astrua |
| 1  | Italia (bandiera) | A     | Giuseppina Anelli |
| 3  | Italia (bandiera) | D     | Marta Losi        |
| 2  | Italia (bandiera) | D     | Anna Maria Piana  |
| 5  | Italia (bandiera) | C     | Eva Cavalli       |
| 4  | Italia (bandiera) | C     | Anna Maria Milani |
| 5  | Italia (bandiera) | D     | Romana Romani (I) |
| 10 | Italia (bandiera) | A     | Enrica Colla      |

| N. |                   | Ruolo | Calciatrice       |
| -- | ----------------- | ----- | ----------------- |
| 9  | Italia (bandiera) | A     | Bruna Ferrara     |
| 11 | Italia (bandiera) | C     | Oriana Gobbi      |
| 7  | Italia (bandiera) | D     | Lucia Malchiodi   |
| 8  | Italia (bandiera) | A     | Luciana Meles (I) |
| 6  | Italia (bandiera) | C     | Carla Murelli     |
| 7  | Italia (bandiera) | D     | Rosa Rocca        |
| 8  | Italia (bandiera) | D     | Ave Romani (II)   |
| 8  | Italia (bandiera) | D     | Lia Gabbiani      |

### Giornali
- Gazzetta dello Sport, del 1969, consultabile presso le Biblioteche:
  - Biblioteca Civica di Torino;
  - Biblioteca Nazionale Braidense di Milano,
  - Biblioteca Civica Berio di Genova,
  - Biblioteca Nazionale Centrale di Firenze,
  - Biblioteca Nazionale Centrale di Roma.
- Libertà, quotidiano di Piacenza, Piacenza, 1969,  pp. varie, consultato presso la Biblioteca Comunale “Passerini Landi”.

### Libri
- Salvatore Lo Presti, Almanacco del calcio mondiale '88-'89, Torino, S.E.T., 1988,  pp. 261-268.
- Luca Barboni e Gabriele Cecchi, Annuario del calcio femminile 1999-2000, Fornacette (PI), Mariposa Editrice S.r.l., novembre 1999.
- Massimo Farina, 1971: Campionesse !, Piacenza, Officine Gutenberg, 2022.